# Église Saint-Jean-Baptiste de Chassignelles

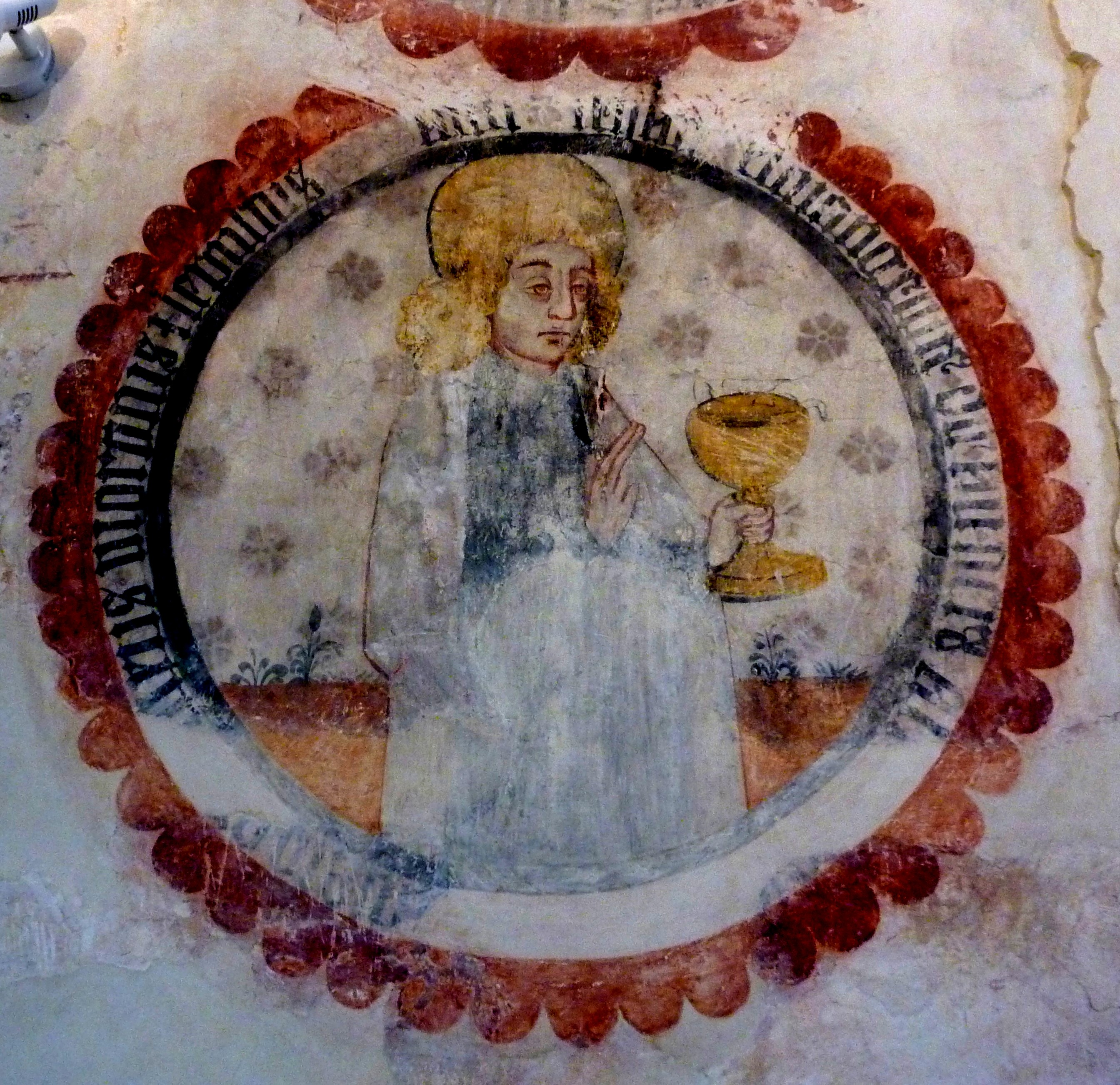
Médaillon de Saint-Jean l'Evangéliste

L'église Saint-Jean-Baptiste est une église catholique située à Chassignelles, en France.

## Localisation
L'église est située dans le département français de l'Yonne en Bourgogne, sur la commune de Chassignelles.
Elle est située tout en haut du village à 400 mètres du canal.

## Historique
L'édifice est classé au titre des monuments historiques en 1971.
L’église de Chassignelles date du XIIe siècle. Elle est de style Roman bourguignon composée de 4 travées et de 4 chapelles latérales. 
La voûte est en arc brisé et le toit est recouvert de laves (pierres plates).
Nous n’avons pas de connaissance précise de son origine. Elle est située en dehors et en haut du village. La présence d’un emplacement dans le mur derrière la porte d’entrée d’un espace pour une barre bloquant cette porte et d’archères dans le clocher en fait un ouvrage défensif. Nous savons que le territoire appartenait en partie aux Templiers de la Commanderie de Saint Marc à Nuits-sur-Armançon.
L’église, toujours église paroissiale de Chassignelles, est remarquable par ses peintures murales décrites ci-après. 
L’église était autrefois entièrement recouverte d’un badigeon blanc, des lacunes ou décollements de ce badigeon laissaient entrevoir des peintures.
En 1984 l’église a été protégée des ravages de l’humidité par des travaux de :
-         Réfection de la toiture en pierres de lave 
-         Arasement et drainage du sol.
En 1999 création de l’Association des Amis de l’Eglise Saint Jean-Baptiste dans l’objectif de découvrir et fixer ces peintures intérieures.  La période 1999 à 2004 a vu la constitution des dossiers et la recherche de financements. La restauration elle-même s’est déroulée de 2004 à 2009.

## Description des peintures murales
Un décor peint couvrait la totalité de l’ouvrage. 
L’ensemble des murs est décoré d’un maillage géométrique hexagonal. Quelques vestiges se voient encore sur le mur du fond, le mur sud et dans le chœur. Ce décor est du XIIe siècle.
Les voûtes sont entièrement couvertes de peintures des XIIe et XIIIe siècles allant, par travée, du plus simple motif dès l’entrée de l’église au plus élaboré dans le chœur :
-         La première travée comporte un motif géométrique entrelacé formant un maillage 
-         Sur la deuxième travée nous trouvons des lignes brisées formant des losanges. Certains de ces losanges sont pourvus d’une fleur à six pétales. 
-         Dans la troisième travée dans la partie nord se trouvent des losanges jaunes portant un chevron ou une croix pattée rouge et dans la partie sud des médaillons avec des fleurs de lys.
-         Dans le chœur des lions et des aigles héraldiques sont dessinés dans des médaillons.
La voûte et la litre funéraire

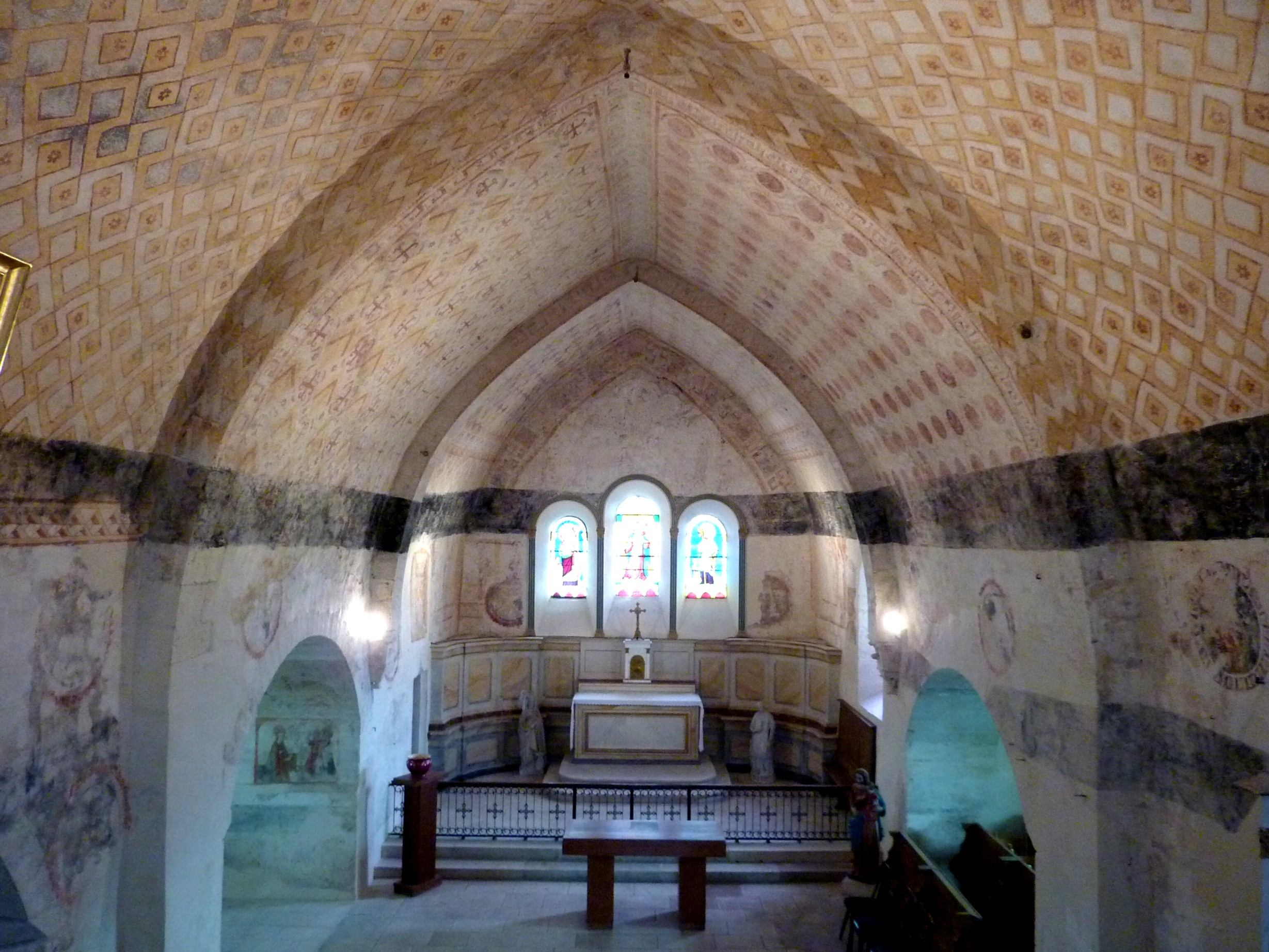
Voûte de l'église et litre funéraire

Dans l’église nous trouvons également des peintures figuratives plus récentes.
Dans le chœur une peinture du XIIIe siècle représente de part et d’autre des vitraux 8 personnages debout figurant les apôtres en procession. Ceux-ci regardent au centre du mur est au-dessus des vitraux un Christ en majesté (cette partie est presque entièrement effacée).
Dans le chœur sur le mur nord au-dessus de la porte de la sacristie une Vierge en majesté du début du XIVe siècle est représentée. Cette peinture a sans doute été effectuée pour cacher le rebouchage d’une fenêtre supprimée lors de la construction de la sacristie.
Dans la chapelle nord, une représentation de l’Annonciation caractéristique de la deuxième moitié du XVe siècle est remarquablement conservée.

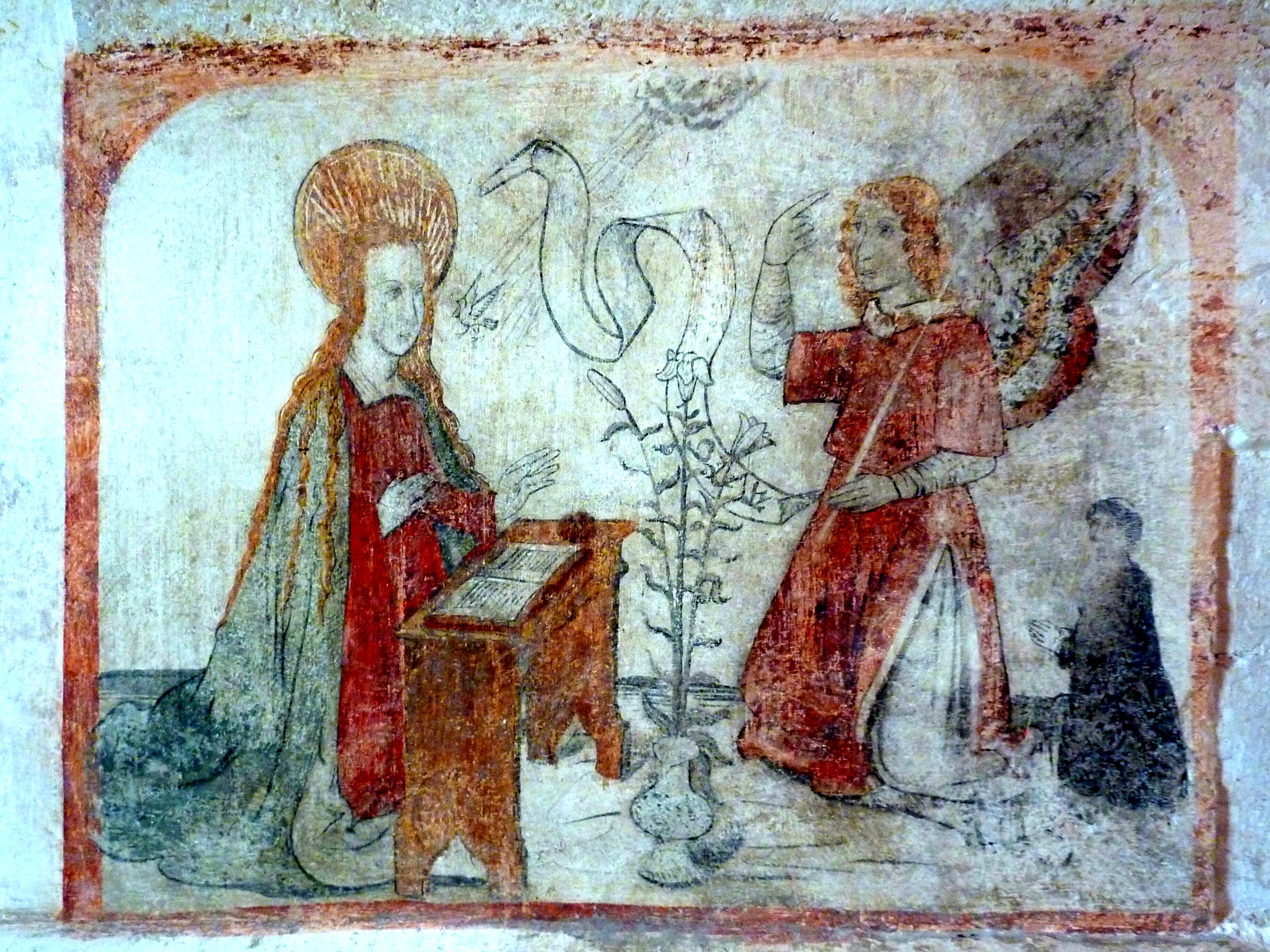
Annonciation

Tout autour de l’église, en haut des murs nous trouvons des médaillons de la fin du XVe siècle ou début du XVIe siècle représentant les Apôtres. Certains sont presque effacés. Sur d’autres l’Apôtre est reconnaissable à l’attribut qui l’accompagne. 
Un bandeau noir est peint sur tout le périmètre de l’église en pied de voûte. C’est une litre funéraire peinte en signe de deuil du seigneur local. Dans notre cas, cette litre est associée au blason de Louvois ministre de Louis XIV, propriétaire du château d’Ancy le Franc et seigneur d’Ancy le Franc, bourgade voisine de Chassignelles. Cette litre funéraire a été peinte en 1691 au décès de Louvois.
Sous le porche des vestiges d’une peinture de la fin du XVe siècle ou du début du XVIe siècle subsistent sur la voûte nord. Ils représentent trois cavaliers. La peinture exécutée sur les voûtes nord et sud et sur le mur est représente le ‘Dit des trois morts et des trois vifs’. Sur la voûte sud trois squelettes et  sur le mur est un calvaire sont aujourd’hui effacés.
Bibliographie : 
- Robert BITON, L’église Saint-Jean-Baptiste de Chassignelles, 2010
- Article L’église de Chassignelles : « un lieu d’images », Cahiers PACoB 4 (Patrimoine Ambiances et Couleurs de Bourgogne), 2014